# زافرا دي زانكارا
بلدية زافرا دي زانكارا (بالإسبانية: Zafra de Záncara)‏، هي إحدى بلديات مقاطعة قونكة إحدى مقاطعات إسبانيا، و التي تقع في منطقة قشتالة لا منتشا وسط البلاد, و المائلة لجهة الشرق من إسبانيا.
يبلغ عدد سكانها 155 نسمة وفقاً لإحصائية سنة (2007).